# Nacionalni park Gros Morne
Nacionalni park Gros Morne je nacionalni park na zapadnoj obali Newfoundlanda koji je svojom površinom od 1.805 km² drugi najveći nacionalni park u Kanadi. Nacionalni park Gros Morne je osnovan 1973. godine, a ime je dobio po vrhu Gros Morne (francuski za „Veliki usamljenik”"), koji je svojom visinom od 806 m drugi po visini na Newfoundlandu. Gros Morne pripada gorju Long Range, koje je sjeverni ogranak Apalači gorja. On je zapravo erodirani ostatak planinskog gorja koje je nastalo prije 1,2 milijuna godina od sedimentnih stijena iz ordovicija, te magmatskih stijena i gabro iz starijeg paleozoika i prekambrijskog granita.
Park je rijedak geološki primjer procesa pomjeranja kontinentalnih ploča pri čemu su se na površini uspele sedimentne stijene i duboko oceansko dno, te su se ukazale stijene zemljine kore (tzv. obdukcija) s područja Mohorovičićevog diskontinuiteta. Krajolik su nadalje oblikovali ledenjaci stvorivši slikovitu obalnu nizinu, alpske visoravni, fjordove, ledenjačke doline, strme litice i mnoga nedirnuta jezera. Zbog toga je Nacionalni park Gros Morne upisan na UNESCO-ov popis mjesta svjetske baštine u Sjevernoj Americi još 1987. godine.
Pored toga, u parku je pronađeno nekoliko arheoloških lokaliteta koji svjedoče kako su ovdje živjeli pomorski arhaički indijanci prije 4.500-3.000 godina, te Eskimi Dorsetske kulture prije 1.800-1.200 godina.

## Odlike
Park se odlikuje raznolikim vrstama tla, zahvaljujući različitim načima nastanka. Tako na sjeverozapadnom(Silver Mountain) i zapadnom dijelu (St. Paul's Inlet) dominira pjeskovita ilovača nastala pomicanjem ledenjaka preko podloge od granita, gnajsa i škriljevca. U jugoistočnom području (North Lake) ispod pješčane ilovače nalaze se sedimentne stijene (uključujući i dolomitni vapnenac). Dok se ispod uglavnom plitke ilovača uz obalu (Cox's Cove) nalaze diskontinuirani slojevi škriljevca, vapnenca i pješčenjaka. Obalni pojas sjeverno od zaljeva Bonne Bay (Gull's Marsh i Sally's Cove) je uglavnom treset i glina (Wood's Island i Rocky Harbour). Neplodno kamenito tlo visoravni južno od zaljeva Bonne Bay pripadaju području Serpentine Range.
Park presjecaju ledenjačke udoline oligotrofskih fjordova s liticama visine do 685 m. Na njima tijekom ljetnjeg otapanja snjegova nastane veliki broj spektakulanih slapova.
Jezero Western Brook je slatkovodni fjord koji su isklesali ledenjaci tijekom posljednjeg ledenog doba, prije 25.000-10.000 godina. Kada su se ledenjaci otopili, tlo koje su gurali ledenjaci se odbilo tako da je zatvorilo vezu s morem i fjord je postao 30 km dugim i uskim slatkovodnim jezerom iznimno čiste i bistre vode. Pissing Mare Falls, koji se obrušava u ovo jezero, je najviši slap istočne Sjeverne Amerike i 199 po visini u svijetu.
Visoravni od Trout River-a do Woody Point-a izgledaju poput tamno-zelenih stjenovitih pustinja, jer su sačinjene uglavnom od magmantnog peridotita koji je nekad bio dijelom zemljine kore, uzdignute sudarom kontinentalnih ploča prije nekoliko stotina milijuna godina. Kako u njemu nema hranidbenih sastojaka poput kalcija, a prepun je magnezija i otrovnih teških metala, na njemu ne može opstati velika većina biljaka.

## Bioraznolikost
Uz obalu se pruža vegetacija smrča i balzamovca (lokalno poznatih kao tuckamore), zakržljalih zbog jakih vjetrova i oluja s mora. Na krajnjem istoku s granitnim tlom raste malo bujnija vegetacija, ali su najveće šume, u kojima se javlja i žuta breza (Betula alleghaniensis), na zaštićenim područjima iznad sedimentnih stijena. Daleko od obale i litica nalazi se vegetacija nalik tundri s niskim raslinjem, grmljem i zakrpama tuckamore drveća.
Od životinja se na kopnu mogu pronaći losovi (strana vrsta dovedena na otok oko 1900. god.), te druge vrste kao što su: sob, američki crni medvjed, crvena lisica, američki zec (Lepus americanus), crvena vjeverica i dabar. Na obali uvale St. Pauls inlet su uobičajeni obični tuljani (Phoca vitulina), te početkom ljeta i kitovi uz obalu (pilot, mink i kit perajar).
Park je važno rasplodište harlekinske patke (Histrionicus histrionicus), polarne čigre i riječne čigre (Sterna hirundo), te gnijezdilište bjeloglavog orla (Haliaeetus leucocephalus), bjelke (Lagopus muta) i šumskog vrapca (Spizella arborea).
- Western Brook Pond
- Pissing Mare Falls
- Bonne Bay
- Rocky Cove
- Stjenovite visoravni parka

## Vanjske poveznice
- Galerija panoramskih fotografija  Arhivirana inačica izvorne stranice od 2. studenoga 2012. (Wayback Machine) na Patrimonium-mundi.org
- Gros Morne National Park (Parks Canada)  Arhivirana inačica izvorne stranice od 17. studenoga 2007. (Wayback Machine) (engl.)